# 생태도시
생태도시(生態都市)란 개념은 1992년 브라질 리우환경회의 이후로 대두된 개념인 지속가능한 발전을 목표로 제기되었다.
생태도시, 환경도시, 환경공생도시, 지속가능한 도시, 에코시티 등 여러 가지 용어가 혼용되고 있는데 이들은 도시를 하나의 유기적 생태계로 인식하는 새로운 패러다임을 표현하고 있다. "에코시티"(ecocity)라는 용어는 리처드 레지스터(Richard Register)가 1987년 자신의 책 "Ecocity Berkeley: Building Cities for a Healthy Future"에서 처음 만든 용어이다.
유형별로 나눠보면 생물의 다양성을 증진하는 생물 다양성 생태도시(:녹지 및 쾌적한 수계와 다양한 생물이 서식하는 환경을 만들어내고 유지하는 체계), 자연 순환체계를 확립하는 자연순환성 생태도시(수질, 대기, 폐기물처리가 환경친화적이며 무공해에너지를 사용하고, 자원을 최대한 절약하고 재사용하는 체계) 지속가능한 발전을 추구하는 지속가능형 생태도시(시민의 편의를 최대한 고려한 도시, 건축 및 교통계획과 인구 계획이 확립된 체계) 등으로 유형화할 수 있다.

## 같이 보기
- 생태공학
- 환경경제학
- 녹화 (조원술)
- 세계에서 가장 살기 좋은 도시
- 옥상정원
- 도시설계
- 도시임업
- 도시 재조림